# Museu Geològic del Seminari de Barcelona
|  | «Museu de Geologia de Barcelona» redirigeix aquí. Vegeu-ne altres significats a «Centre Martorell d'Exposicions». |

El Museu Geològic del Seminari de Barcelona (MGSB) té com a objecte d'estudi la paleontologia, principalment d'invertebrats. Fou fundat el 1874 i depenia del Seminari Conciliar de Barcelona. Compta amb una biblioteca amb 13.000 títols, una col·lecció de més de 90.000 fòssils, un laboratori i un arxiu històric. El 2009 va rebre la Creu de Sant Jordi.

## Història
Els seus orígens es remunten al 1818, quan s'inaugurà un Museu d'Història Natural com a part integrant de la Biblioteca d'autors catalans gràcies a les aportacions de minerals i plantes que féu Fèlix Torres i Amat de Palou, i que posteriorment s'agregà a la Biblioteca Episcopal. El primer director fou Jaume Almera i Comas (1845-1919), que va endinsar-se en el món de la geologia amb J.J. Landerer, geòlog i astrònom de Tortosa, que va apadrinar la seva entrada en la Societat Geològica de França el 1877. L'any 1885 es va dedicar a la confecció del mapa geològic de la província de Barcelona, que encara ara s'utilitza i que ha estat molt elogiat.
El 1926, Josep Ramon Bataller (1890-1962) rellevà Almera com a director del Museu. Fou el primer catedràtic de Paleontologia de la Universitat de Barcelona; va ser nomenat doctor honoris causa per la Universitat de Tolosa i membre de diverses societats científiques. En la seva trajectòria d'investigació destaquen els fòssils del Mesozoic, d'importància capital, i el seu treball en diferents fulls del mapa geológico nacional de l'Instituto Geológico y Minero de España. L'any 1951 va rebre suport moral i econòmic del Consell Superior d'Investigacions Científiques (CSIC).
El seu successor, Lluís Via i Boada (1910-1991), que va fer una tesi doctoral sobre els crancs de l'Eocè espanyol, va aconseguir la creació de la Secció de Biostratigrafia del CSIC. L'actual director és Sebastià Calzada i Badia, que l'any 1975 es va doctorar en Geologia amb una tesi sobre braquiòpods del Cretaci del Llevant peninsular. Autor de nombrosos articles de caràcter paleontològic, ha procurat profunditzar en la divulgació del Museu en tots els aspectes.
Des de l'any 1988 s'hi publica la revista anual Batalleria, que reflecteix part de la investigació realitzada i difon les activitats del museu i arriba als principals centres d'investigació paleontològica del món. Amb la mateixa finalitat s'elabora la revista Scripta Musei Geologici Seminarii Barcinonensis.
Sebastià Calzada també va impulsar l'Associació d'Amics del Museu, creada l'any 1994, per tal d'agrupar aquelles persones interessades a poder investigar, estudiar i difondre sobre aspectes paleontològics.
El 2000, el Dr. Josep Maria Asensi creà una nova sala amb finalitat didàctica, denominada Sala Cardenal Carles.
El 2009, el museu va rebre la Creu de Sant Jordi de la Generalitat de Catalunya en reconeixement de la valuosa labor científica.
El desembre de 2020, el museu arribà a les 90.000 entrades de fòssils.

## Sales[calcitació]
El museu presenta dues àrees d'exposicions:
- Sala d'Exposició. És la més gran i és on hi ha més patrimoni exposat. Aquesta gran sala es divideix en dues seccions, per una gran vitrina central; per una part, es mostra un recorregut a seguir a través de vitrines d'exposició (de fusta, il·luminades per a una millor visió de les peces), aquestes vitrines es troben ordenades segons els períodes geològics. En el centre de la sala es localitza la gran vitrina, dedicada a un esquelet complet d'un mastodont, concretament d'un Tetralophodon. Finalment, l'altre costat de la sala, es dedica a les vitrines monogràfiques: dues vitrines d'holotips, crustàcia decàpode, equinoïdeus de l'Eocè, Col·lecció Mañé, trilobits, el Triàsic de Mont-real i Juràssic Superior de Solnhofen. També s'exposen als murs algunes imatges i planimetries del segle xix de les zones d'extracció fòssil de Catalunya. Hi ha també una col·lecció de més de 700 holotips.[7]

- Sala Cardenal Carles. En l'actualitat és una sala amb una gran varietat d'espècimens fòssils, taxidèrmies i minerals. Presenta, a més, explicacions il·lustrades i figures que recreen animals prehistòrics.

Finalment, a més de les dues sales expositives, el museu compta amb una gran biblioteca, arxiu, un laboratori i dipòsit de peces.

## Directors
- Jaume Almera i Comas (1874-1919)
- Josep Ramon Bataller i Calatayud (1926-1962)
- Lluís Via i Boada (1962-1991)
- Sebastià Calzada i Badia (1991-)

## Galeria

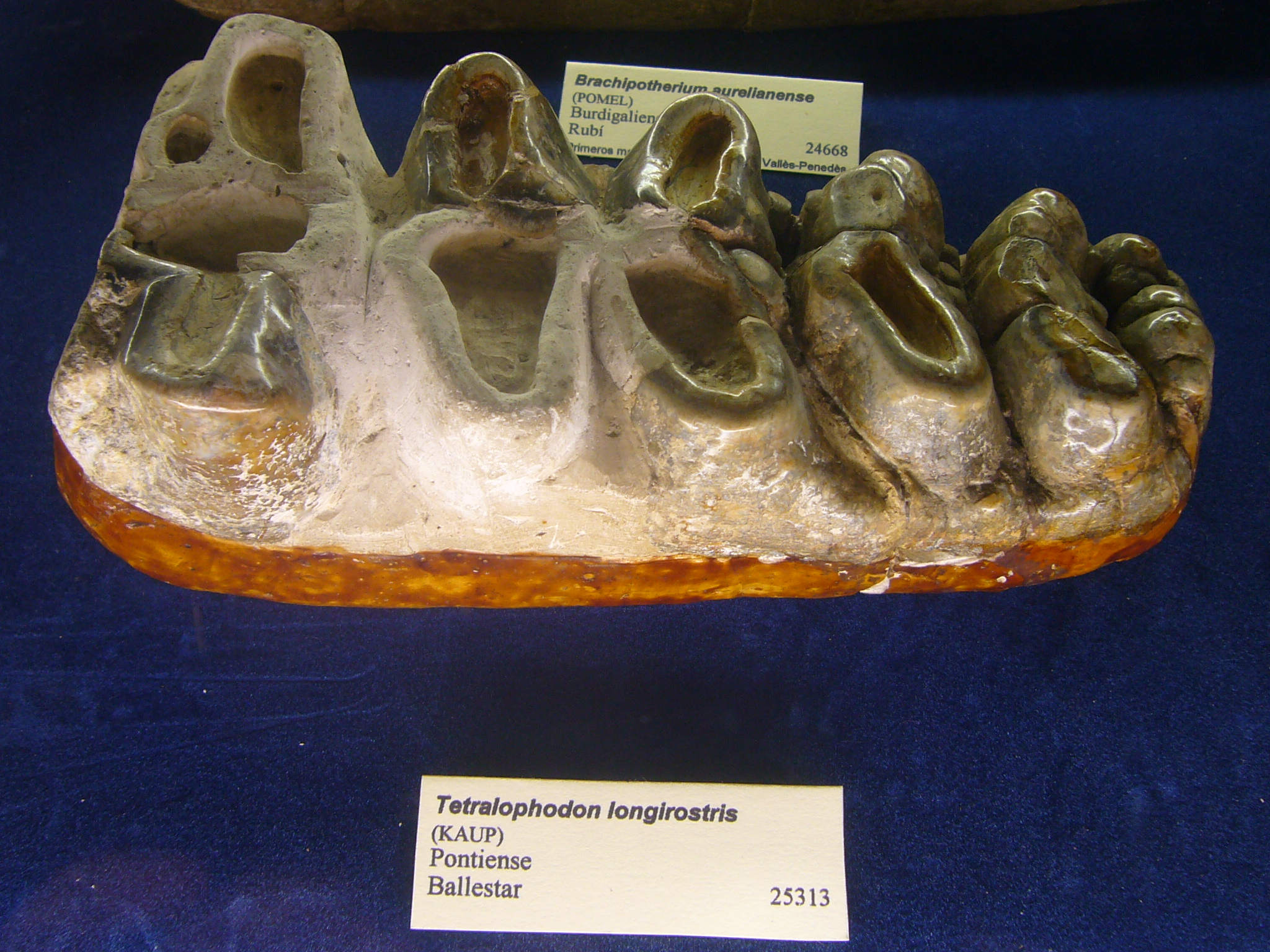
Fòssil de Tetralophodon
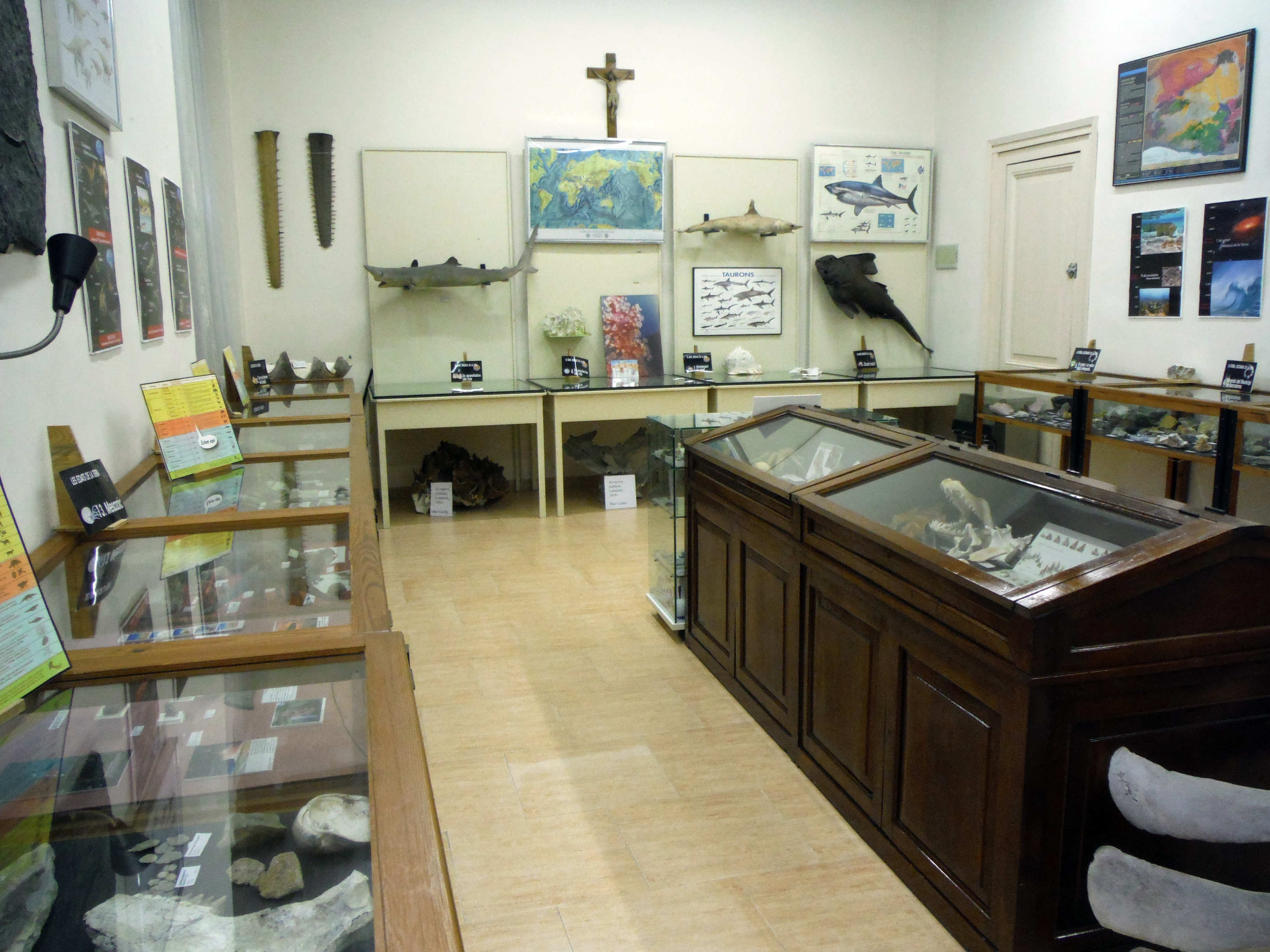
Sala Cardenal Carles
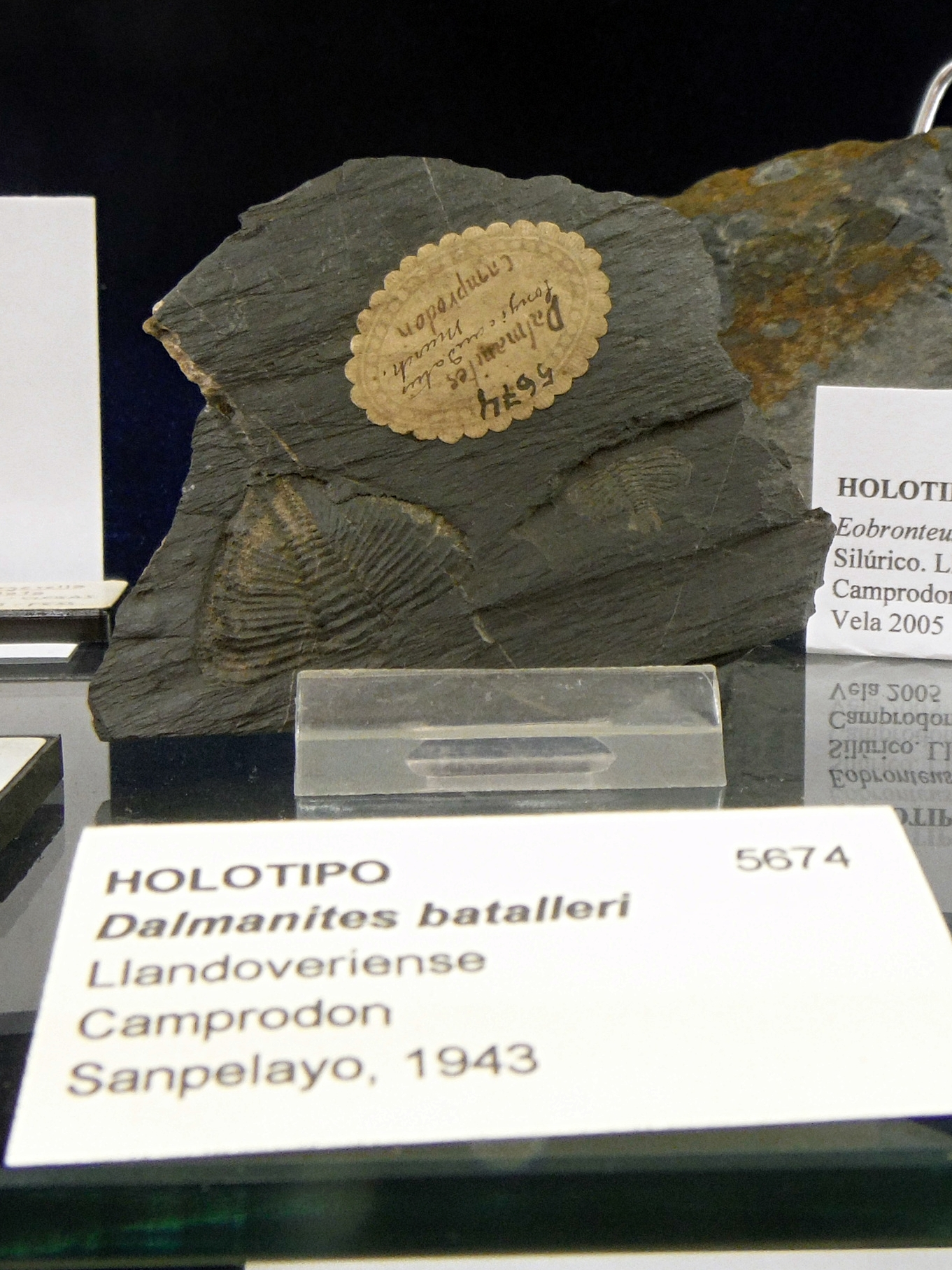
Holotip de Dalmanites batalleri